# Rudolf Dolejší
Rudolf Dolejší (21 maggio 1907 – 27 settembre 1977) è stato un calciatore cecoslovacco, di ruolo attaccante.

## Carriera

### Nazionale
Esordisce il 28 giugno 1926 contro la Jugoslavia, in un'amichevole vinta 6-2.